# أران (ساوجبلاغ)
أران هي قرية في مقاطعة ساوجبلاغ، إيران. يقدر عدد سكانها بـ 606 نسمة بحسب إحصاء 2016.